# Rust (ngôn ngữ lập trình)
Rust là một ngôn ngữ lập trình đa mô hình, cấp cao, có mục đích chung. Rust có sự tập trung vào tăng cường hiệu suất, đảm bảo an toàn kiểu và khả năng xử lý đồng thời. Với Rust, an toàn bộ nhớ được thực thi một cách nghiêm ngặt - đảm bảo rằng tất cả các tham chiếu trỏ đến bộ nhớ hợp lệ - mà không cần phải sử dụng bộ thu gom rác hoặc đếm tham chiếu như trong các ngôn ngữ khác.